# Renaat Landuyt
Renaat G. Julien Landuyt est un homme politique belge né à Ypres le 28 janvier 1959. Membre du Socialistische Partij-Anders (sp.a), il a étudié le droit et la philosophie à la Katholieke Universiteit Leuven. Il est bourgmestre de Bruges de 2013 à 2018.

## Biographie
Il est connu du grand public en tant que membre de la commission parlementaire "Dutroux". En 1999, il entre au Gouvernement flamand comme ministre de l'Emploi et du Tourisme. Après les élections européennes et régionales de 2004, il entre au Gouvernement Verhofstadt II et reprend les compétences du nationaliste Bert Anciaux et devient ministre de la Mobilité jusqu'en 2007. Il essaiera sans succès de trouver une solution au dossier, légué par son prédécesseur, du survol de Bruxelles et de sa périphérie par les avions décollant de l'aéroport de Bruxelles-National.
Lors des élections communales de 2012, il est élu bourgmestre de Bruges et conserve son poste jusqu'en décembre 2018.